# Everything I Love (Eliane Elias)
Everything I Love è un album di Eliane Elias pubblicato nel 2000 dall'etichetta Blue Note Records. L’incisione in studio è del maggio/giugno dell’anno precedente.

## Tracce
1. Bowing to Bud – 5:11 (musica: Eliane Elias)
2. Nostalgia in Times Square – 4:17 (musica: Charles Mingus)
3. The Beat of My Heart – 2:16 (testo: Johnny Burke – musica: Harold Spina)
4. I Fall in Love Too Easily – 3:50 (testo: Sammy Cahn – musica: Jule Styne)
5. Everything I Love – 5:20 (Cole Porter)
6. Introduction #1/If I Should Lose You – 7:24 (testo: Leo Robbin – musica: Eliane Elias/Ralph Ranger)
7. They Say It’s Wonderful – 3:04 (Irving Berlin)
8. I Love You – 4:49 (Cole Porter)
9. That’s All It Was – 4:37 (Eliane Elias)
10. Introduction #2/Alone Together – 7:53 (testo: Arthur Schwartz – musica: Eliane Elias/Harold Dietz)
11. Woody ‘N You – 4:04 (Dizzie Gillespie)
12. Blah Blah Blah – 2:40 (testo: Ira Gershwin – musica: George Gershwin)
13. Introduction #3/Autumn Leaves – 6:38 (testo: Jacques Prevert – musica: Eliane Elias e Joseph Kosma/Johnny Mercer)

## Formazione
tracce 1, 2, 11, 12:
- Eliane Elias - pianoforte
- Christian McBride - contrabbasso
- Carl Allen - batteria

tracce 4, 5, 6, 7, 8, 9, 10, 13:
- Eliane Elias - pianoforte
- Marc Johnson - contrabbasso
- Jack DeJohnette - batteria

traccia 3:
- Eliane Elias - pianoforte
- Marc Johnson - contrabbasso
- Carl Allen - batteria
- Rodney Jones – chitarra